# Sortosville-en-Beaumont
Sortosville-en-Beaumont ist eine französische Gemeinde, die im Département Manche in der Region Normandie liegt. Die Einwohner nennen sich Sortosvillais.

## Geographie
Die Gemeinde liegt auf der Halbinsel Cotentin, zwischen Barneville-Carteret
und Bricquebec. Ihr Hauptort heißt Hameau Costard. Angrenzende Gemeinden sind Le Vrétot im Norden, Les Perques im Nordosten, Le Valdécie im Osten, Saint-Pierre-d’Arthéglise im Südosten, Saint-Maurice-en-Cotentin und La Haye-d’Ectot im Süden, sowie Les Moitiers-d’Allonne und Sénoville im Westen.

## Toponymie
Sortosville leitet sich aus dem skandinavischen Patronym Svarthofdi ab, gefolgt von der französischen Endung -ville.
Beaumont ist eine Anspielung auf die ehemalige Sergenterie von Beaumont. Svarthofdi würde Schwarzkopf (vgl. dt. Schwarz und dt. Haupt) bedeuten.

## Geschichte
Auf der Höhe von Sortosville-en-Beaumont, befand sich die Funksteuerungsanlage „Knickebein“ der Luftwaffe, die während des Zweiten Weltkrieges eingerichtet wurde. Heute lässt sich diese historische Stätte, die eine wichtige Rolle beim Verlauf des Krieges gespielt hatte, besichtigen. Sie wurde 1990 in die zusätzliche Liste der historischen Denkmäler aufgenommen.

## Bevölkerungsentwicklung
| Jahr      | 1962 | 1968 | 1975 | 1982 | 1990 | 1999 | 2007 | 2018 |
| Einwohner | 414  | 402  | 392  | 349  | 317  | 317  | 311  | 313  |

## Sehenswürdigkeiten
- Kirche Saint-Georges aus dem 14. Jahrhundert
- Überreste der deutschen Radarstation aus dem Zweiten Weltkrieg
- Windpark[2], der aus 5 Windrädern besteht, liefert Strom seit dem 1. Juli 2004. Der Park ist mit dem Stromnetz verbunden. Die Einspeisungsanlage befindet sich 12,5 km davon entfernt.

Außerdem arbeiten die Gemeinden Sortosville-en Beaumont und Saint-Pierre-d’Arthéglise an der Einrichtung eines Lehrpfades, der zur Entdeckung der typischen Pflanzen in der Bocage-Landschaft des Cotentin dient. Der Pfad wird am Windpark entlangführen. Damit die Gegend wie früher aussieht, wurden die Felder in den alten Zustand zurückversetzt und die Landwirte können die Weidewirtschaft wie vor der Einrichtung der Windräder betreiben.

## Sortosville-en-Beaumont im Film
- 2007: Deux jours à tuer von Jean Becker